# Cama
Cama (toponimo italiano) è un comune svizzero di 691 abitanti del Canton Grigioni, nella regione Moesa.

## Geografia fisica

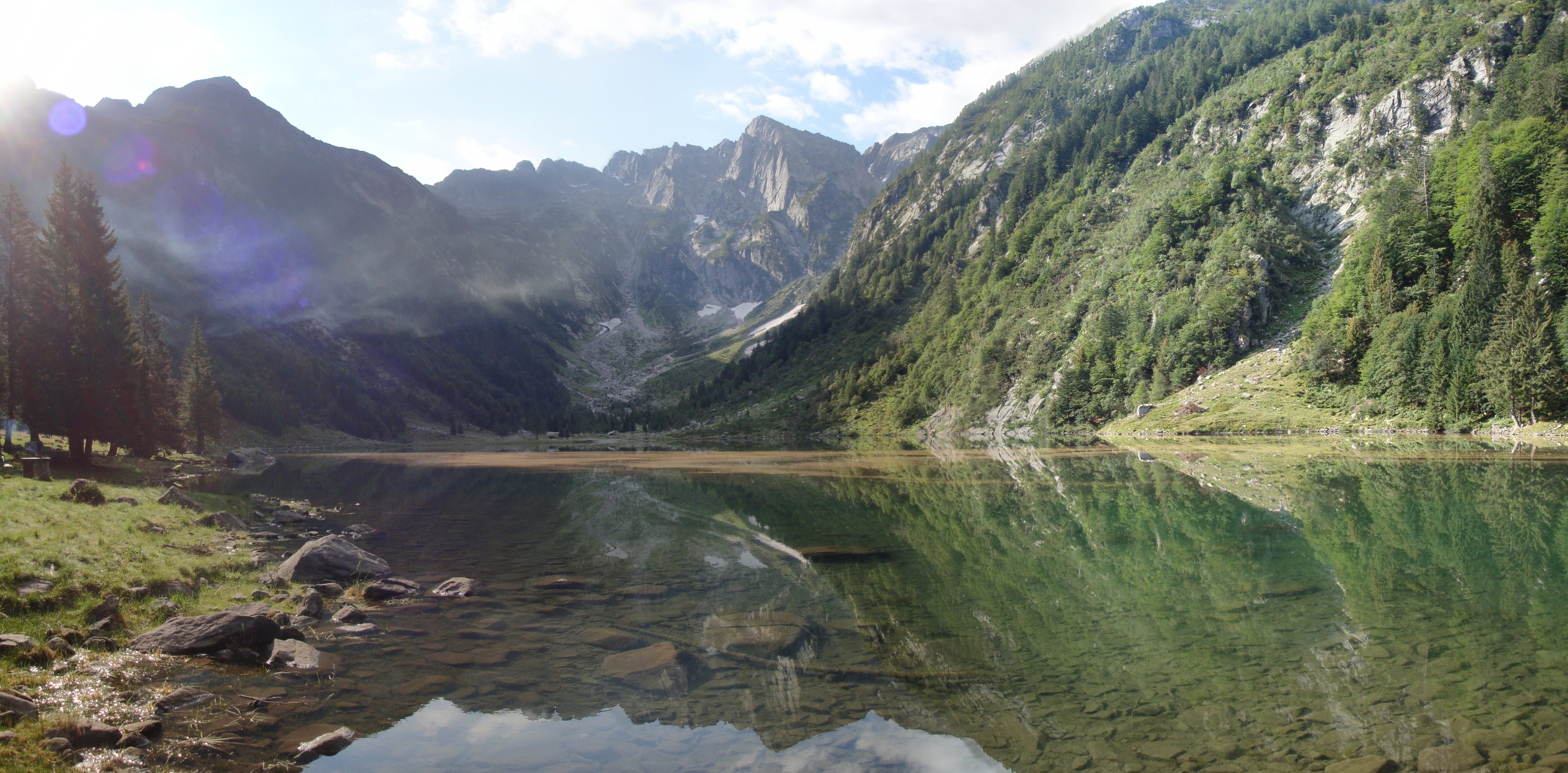
Il lago di Cama

Cama è situato in Val Mesolcina, lungo il fiume Moesa; dista 17 km da Bellinzona e 100 km da Coira. Il punto più elevato del comune è la cima del Pizzo Paglia (2 593 m s.l.m.), che segna il confine con Grono. Il territorio comunale comprende i laghetti alpini di Cama, sito in Val Cama, e di Sambrog.

## Storia
A partire dal XIII secolo il villaggio di Cama fu dominato dal castello di Norantola, i cui ruderi sorgono ancora oggi sulla collina rocciosa a nord dell’abitato. La prima attestazione del castello è del 1248, quando era di proprietà di Locarnus de Norantola, probabilmente un rappresentante della nobiltà locale. Successivamente la rocca appartenne alla famiglia dei baroni De Sacco, signori di Mesocco: nel 1324 era sede di Ugolino De Sacco. Nel 1480 la fortezza era ormai in rovina e cambiò ancora di mano. Il nuovo signore del Moesano, Gian Giacomo Trivulzio, ricostruì il castello, ma del 1483 fu distrutto definitivamente da Giovanni Pietro de Sacco.

### Simboli
Sullo stemma di Cama è rappresentata una croce di San Maurizio rossa affiancata da due stelle rosse inserite in uno sfondo giallo intenso.

## Monumenti e luoghi d'interesse
- Chiesa parrocchiale cattolica di San Maurizio, attestata dal 1219 e ampliata nel 1656-1662 e nel 1860[3];
- Cappella di San Lucio, attestata dal 1419 e ampliata nel 1660[3];
- Grotti[3];
- Rovine del castello di Norantola[3][5]

## Società

### Evoluzione demografica
L'evoluzione demografica è riportata nella seguente tabella:
Abitanti censiti

## Economia

### Turismo
Cama, conosciuto per il suo nucleo di grotti, è un punto di partenza per gli amanti del trekking, con diversi sentieri e rifugi situati nelle sue vicinanze.

## Infrastrutture e trasporti

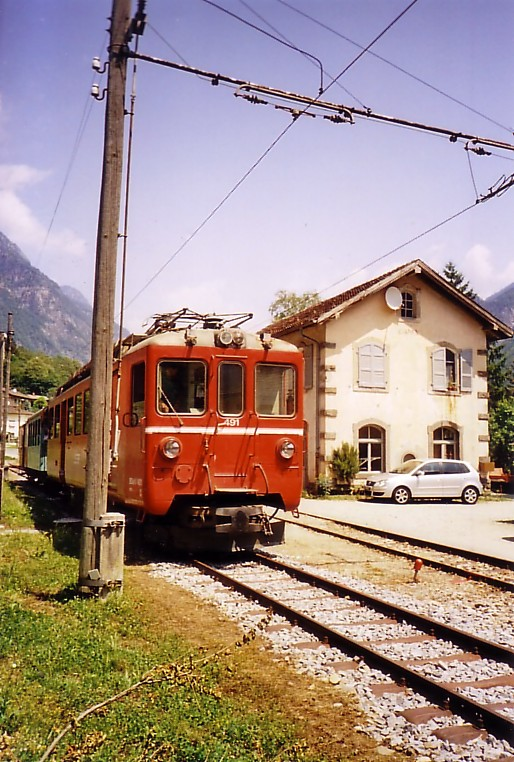
La stazione di Cama con una motrice elettrica

Le uscite autostradali più vicina sono quella di Grono (3 km), verso sud, Roveredo (5 km), verso sud, e Lostallo (6,5 km), verso nord, tutte e tre sulla A13/E43. Cama era servita dalla stazione ferroviaria omonima, in disuso tranne che per viaggi turistici, della ferrovia Bellinzona-Mesocco.